# Szwajcarscy Demokraci
Szwajcarscy Demokraci (SD) jest to szwajcarska prawicowa partia polityczna założona w 1961 roku. Obecnym przewodniczącym partii oraz jej liderem jest Bernhard Hess. W wyborach w 2003 roku partia zdobyła 1% poparcia co pozwoliło jej na wprowadzenie jednego kandydata do parlamentu. W wyborach w 2007 roku poparcie partii spadło do 0,5% co spowodowało głosowanie nad rozwiązaniem partii. Członkowie SD zdecydowali aby partia kontynuowała istnienie i możliwą walkę o miejsce w parlamencie.
Poglądy oraz ideologia partii jest konserwatywna. Partia w programie ma propozycję zmniejszenia imigracji, zerwania umów międzynarodowych podpisanych przez Szwajcarię oraz preferuje tradycyjny model rodziny, w którym kobieta zostaje w domu, opiekując się dziećmi a mężczyzna zarabia na utrzymanie domu.